# Bilovodsk
Bilovodsk (en ucraïnès: Білово́дськ, en rus: Беловодск, Belovodsk) és una vila, un possiólok de l'óblast de Luhansk a Ucraïna, situada actualment a zona ocupada República Popular de Luhansk de la Rússia. El 2019 tenia 7.870 habitants.